# حليمة القني
حليمة القني (بالفرنسية: Halima Kanni)‏ ولدت في 14 مارس 1964 في قرمبالية في تونس. هي سياسية تونسية. عضوة في حزب حركة النهضة ذات التوجهات الإسلامية.

كانت نائبة في المجلس الوطني التأسيسي وذلك بعد انتخابها في انتخابات 23 أكتوبر 2011 وذلك عن حركة النهضة عن دائرة تونس الثانية الانتخابية.

## السيرة الذاتية
درست حليمة القني الابتدائي والثانوي في مسقط رأسها مدينة قرمبالية وتحصلت على شهادة الباكالوريا في نفس المدينة سنة 1983. بدأت بعد ذلك دراسة الطب في كلية الطب بتونس، ثم واصلت دراستها العليا في فرنسا. أعدت بعد ذلك رسالتها في الدكتوراه في الأمراض الوراثية والجينية في مستشفى شارل نيكول في تونس العاصمة.

انتمت لحركة النهضة ذات التوجهات الإسلامية منذ دراستها الطلابية.

بعد الثورة التونسية، انتخبت في انتخابات 23 أكتوبر 2011 كنائبة في المجلس الوطني التأسيسي وذلك عن حركة النهضة وعن دائرة تونس الأولى الانتخابية. في المجلس كانت عضوة لجنة البنية الأساسية والبيئة، وعضوة في لجنة التشريع العام وفي لجنة الجماعات العمومية الجهوية والمحلية وذلك حتى ديسمبر 2014.

## مقالات ذات صلة
- حركة النهضة (تونس).

## روابط خارجية
- السيرة الذاتية لحليمة القني على موقع مرصد المجلس الوطني التأسيسي التابع لمنظمة البوصلة.